# Samuel Grodzensky
SAMUEL GRODZENSKY ( Grodzinsky ) (en hebreo שמואל גרודזנסקי ) (Wolkowilsky, Lituania, 1891 – Madrid, España, 1961), pintor.
A los 13 años empezó sus estudios bajo la influencia de su hermano mayor, que fue un destacado escultor.
Se trasladó a Alemania, donde estudió la técnica del color en el Farben-Technikum de Berlín. Y es aquí donde, durante una de las clases, descubrió la original técnica que él llamó "Artelanismo", en lo que basa la realización de la mayoría de sus cuadros.
También progresa en el dibujo de miniaturas, pastel y retratos a lápiz.

## Biografía
Samuel nació en Wolkowilsky Lituania, el año 1891.
Desde niño sintió una fuerte inclinación hacia el arte de la pintura.
A los 13 años empezó sus estudios bajo la influencia de su hermano mayor, que fue un destacado escultor. Poco tiempo después ingresó en la academia local de Arte de Lodz Polonia a donde su familia había trasladado su residencia.
Después, constante en su deseo de superación, se trasladó a Alemania, donde estudió la técnica del color en el Farben-Technikum de Berlín. Y es aquí donde, durante una de las clases, descubrió la original técnica que él llamó "Artelanismo", en lo que basa la realización de la mayoría de sus cuadros.
También progresa en el dibujo de miniaturas, enseñando entre otros al pintor Arthur Szyk, cuando este tenía 14 años.
En 1915 se casó con Miriam (Mánia) una profesora de manualidades con la que tuvo dos hijos, Ozer y Zeev.
En 1924 visitó Palestina junto a su amigo el poeta Katznelson, viajando y pintando zonas del valle del río Jordán. Durante la visita realizó algunas exposiciones.
En 1925 emigró a Palestina junto a su familia. Tras una etapa en el kibutz Degania a orillas del lago de Galilea, se instala en Tel-Aviv.
Fue miembro fundador de la "Asociación de artistas y escultores". Él creía en el arte para el pueblo: "Sí la gente de las comunidades pequeñas no pueden ir a las galerías, los artistas deben presentar su arte en esas comunidades". En 1936 participó en la primera gran exposición colectiva.
Combinó su trabajo de pintor y sus exposiciones con una pequeña tienda de material artístico.
Expuso en Madrid en 1960, ciudad donde falleció en enero de 1961.
Dos de sus obras se encuentran en el museo de Tel-Aviv.